# Antoine Chanzy
Antoine Eugène Alfred Chanzy (18 de marzo de 1823-4 de enero de 1883) fue un general francés, notorio por sus éxitos durante la guerra franco-prusiana y como gobernador de Argelia.

## Biografía
Nacido en Nouart en el departamento de las Ardenas, Francia, hijo de un oficial de caballería, Chanzy fue educado en la escuela naval de Brest, pero se enroló en artillería, y consiguientemente atendió en la academia militar de Saint Cyr, fue comisionado en los Zuavos durante el año 1843. Participó en buena parte de la lucha en Argelia, y fue promovido a teniente en 1848, y a capitán en 1851. Se convirtió en comandante de batallón (chef de bataillon) en 1856, y sirvió en la segunda guerra de Independencia italiana, estando presente en las batallas de Magenta y Solferino. Participó en la campaña siria de 1860-61 como teniente-coronel; y como coronel comandó el 45.º Regimiento en Roma en 1864. Volvió a Argelia como general de brigada, asistió para sofocar la insurrección árabe, y comandó las subdivisiones de Bel Abbes y Tlemçen en 1868.
Aunque Chanzy había adquirido una buena reputación profesional, era desfavorecido en la oficina de guerra por causa de sospechadas contribuciones a la prensa, y al inicio de la guerra con Prusia, le fue denegado el comando de una brigada. Después de la revolución, sin embargo, el gobierno de defensa nacional lo reclamó de su destino en Argelia, haciéndolo general de división, y le dio el comandamiento del XVI. Cuerpo del Ejército del Loira.
El Ejército del Loira alcanzó los mayores sucesos militares de los franceses durante toda la guerra en Coulmiers, y prosiguió con otra acción victoriosa en Patay; en ambos compromisos el cuerpo del General Chanzy se empleó del mejor modo. Después de la Segunda Batalla de Orléans (1870) y la separación de las dos alas del ejército francés, Chanzy fue seleccionado para comandar el ala oeste, designado como el segundo ejército del Loira. Sus enemigos, el Gran Duque Federico Francisco II de Mecklemburgo-Schwerin, el Príncipe Federico Carlos de Prusia y el General von der Tann, todos consideraban a Chanzy como su más formidable oponente.

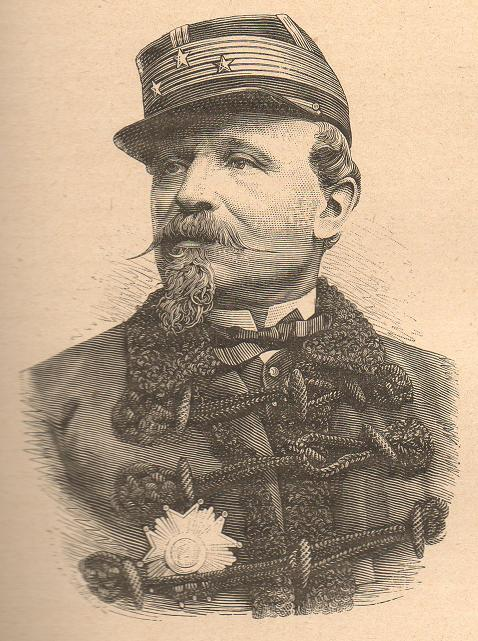
Retrato del general Antoine Chanzy.

Chanzy desplegó conspicuo coraje moral y constancia, no menos que destreza técnica, en la lucha desde la Batalla de Beaugency (1870) hasta el Loira. Sin embargo, su ejército de conscriptos mal equipados sufrió una gran derrota en la Batalla de Le Mans en enero de 1871. Chanzy se retiró a Laval tras el Mayenne pero sus fuerzas habían sido severamente reducidas.
Fue hecho gran oficial de la Legión de Honor, y fue elegido a la Asamblea Nacional. Al inicio de la rebelión de la Comuna, Chanzy, entonces en París, fue capturado por los insurgentes, a quienes fue obligado a dar su palabra de no servir contra ellos. Se afirmó que en otro caso hubiera sido elegido en lugar de Patrice Mac-Mahon para comandar el ejército de Versalles. Un rescate de £40.000 también fue pagado por el gobierno por él.
En 1872, Chanzy se convirtió en un miembro del comité de defensa y comandante del VII. Cuerpo, y en 1873 fue elegido gobernador de Argelia y comandante del XIX. Cuerpo, donde permaneció durante seis años. En 1875, fue elegido senador vitalicio, en 1878 recibió la gran cruz de la Legión de Honor, y en 1879, sin su consentimiento, fue nominado para la presidencia de la república, recibiendo un tercio del total de los votos.
Desde 1879 hasta 1882 Chanzy fue embajador en Rusia, durante cuyo tiempo recibió muchas muestras de respeto, no solo de los rusos, sino también del emperador alemán Guillermo I, y del Príncipe Bismarck. Murió súbitamente, mientras comandaba el VI. Cuerpo de Ejército (estacionado junto a la frontera alemana), en Châlons-sur-Marne ahora Châlons-en-Champagne, solo unos pocos días después que Leon Gambetta, y sus restos recibieron un funeral de estado.
Chanzy fue el autor de La Deuxième Armée de la Loire (1872). Estatuas al General Chanzy fueron erigidas en Nouart y Le Mans.